# Mario Palermo
Mario Palermo (Nápoles, 21 de octubre de 1898 - ib., 16 de enero de 1985) fue un abogado, militar y político italiano.

## Biografía
Hijo del Presidente de la Cámara de Abogados Penalistas de Nápoles, fue alumno de la Escuela Militar Nunziatella de esta ciudad, y después siguió los pasos de su padre licenciándose en Derecho y comenzando a ejercer como abogado penalista.
A los diecisiete años, cuando estalló la Primera Guerra Mundial, se alistó como voluntario y, durante los combates, sufrió graves heridas que le dejaron inválido. De regreso a Nápoles, fundó la Asociación Nacional de Inválidos de Guerra y Mutilados, de la que llegó a ser presidente. Liberal nacional, vio con buenos ojos los primeros años del gobierno fascista y en 1924 colaboró en la inclusión de los mutilados de guerra en la lista fascista, pero tras el asesinato de Giacomo Matteotti se distanció del régimen y en 1925 dimitió de la asociación.
Se afilió brevemente a Giustizia e Libertà, y después, en 1930, al Partido Comunista Italiano, defendiendo a muchos desterrados antifascistas en calidad de abogado. En 1943, se afilió al Comité de Liberación Nacional y fue nombrado subcomisario del Abastecimiento y del Curso Público de la ciudad de Nápoles.
Tras el armisticio entre Italia y las fuerzas armadas aliadas (8 de septiembre de 1943), desarrolló una exitosa carrera política, que le llevó a ser subsecretario del Ministerio de la Guerra el 22 de abril de 1944, en el segundo gobierno de Pietro Badoglio (cargo que también ocupó durante el segundo y el tercer gobierno de Bonomi) hasta junio de 1945.
Al finalizar la Segunda Guerra Mundial, fue miembro del Consejo Nacional desde septiembre de 1945 a junio de 1946 y, posteriormente, concejal municipal de Nápoles (1946-1960).
En las elecciones generles de 1948, las primeras en la historia de la República Italiana, fue elegido senador, uniéndose al grupo del Partido Comunista Italiano, y fue reelegido varias veces, permaneciendo en el Palazzo Madama hasta 1968. En el Senado fue Vicepresidente de la Comisión de Defensa de 1953 a 1968.
Su compromiso personal tuvo también una importancia fundamental para la vida de la Nunziatella, su Alma mater. De hecho, gracias a su apasionada defensa como Subsecretario de Guerra, la escuela militar no se cerró tras la Segunda Guerra Mundial. Las sanciones impuestas por los Aliados, que preveían una amplia reducción de las Fuerzas Armadas de Italia (por ejemplo, prohibiendo la construcción de portaviones), incluían también la supresión de dos de las tres Escuelas Militares del país. Gracias a Palermo, se conservó la Nunziatella, mientras que se cancelaron las Escuelas Militares de Roma y Milán.
Era hermano de Giulio Palermo, abuelo de la periodista y presentadora de televisión italiana Myrta Merlino.
A Mario Palermo se le dedicó una calle en Nápoles, en el barrio de Ponticelli.